# Elizabeth (Louisiane)
Pour les articles homonymes, voir Elizabeth.
Elizabeth est une ville de la paroisse d'Allen, en Louisiane, aux États-Unis,.

## Source de la traduction
- (en) Cet article est partiellement ou en totalité issu de l’article de Wikipédia en anglais intitulé « Elizabeth, Louisiana » (voir la liste des auteurs).